# Písek (nádraží)
Písek je železniční stanice v jihovýchodní části okresního města Písek v Jihočeském kraji nedaleko řeky Otavy. Leží na elektrizovaných tratích Zdice–Protivín a Tábor–Ražice (25 kV, 50 Hz AC, dále ze stanice severním směrem vedení nepokračuje). Ve městě jsou dále v provozu železniční stanice a zastávky Písek zastávka, Písek město, Písek jih a Písek-Dobešice.

## Historie
Městu se vznikající dráha Dráha císaře Františka Josefa (KFJB) z Českých Budějovic do Plzně dle stavebních plánů vyhýbala, železnice protínala nedaleký Protivín. Písecké nádraží bylo vybudováno jakožto součást projektu státní společnosti Rakovnicko-protivínská dráha (RPD) spojující Protivín, Písek, Březnici a Příbram s železnicí do Prahy, na kterou se dráha napojuje ve Zdicích. Projekt byl do velké míry iniciován právě městem Písek. Cihlová výpravní budova vznikla podle typizovaného stavebního návrhu. Dne 20. prosince 1875 byl s místním nádražím uveden do provozu celý nový úsek trasy z Protivína do Zdic, kterýmžto směrem roku 1876 pokračovala trať přes Beroun a Nižbor do Rakovníka.[zdroj?]
V roce 1889 proťala nádraží železnice z Tábora do Ražic budovaná též společností Českomoravská transverzální dráha (BMTB), čímž došlo k faktickému propojení železničních úseků České Budějovice-Plzeň a České Budějovice-Praha (nádraží KFJB).  Rakovnicko-Protivínská i Českomoravská transverzální dráha byly roku 1918 začleněna do sítě ČSD.
Elektrický provoz na trati ve směru z Putimi byla zahájen 28. května 1994, dále trať není elektrizovaná.[zdroj?]

## Popis
Ve stanici se nacházejí čtyři jednostranná vnitřní nekrytá nástupiště, k příchodu na nástupiště slouží přechody přes koleje. Na rok 2021 je plánována rekonstrukce výpravní budovy a mezi roky se připravuje 2025–2028 rekonstrukce kolejiště a elektrizace tratě přes zastávku Písek jih v centru města nedaleko nemocnice do stanice Písek město na druhém okraji Písku.[zdroj?]
V Písku zastavují osobní vlaky Březnice - Protivín, spěšné vlaky Tábor – Strakonice, končí zde osobní vlaky z Tábora, které o víkendech pokračují do Ražic, osobní a spěšné vlaky Českých drah z Českých Budějovic, které po elektrizaci tratě do Písku města budou končit ve stanici Písek město a rychlíky Praha – Beroun – Písek – České Budějovice společnosti ARRIVA vlaky.[zdroj?]